# NGC 4874
NGC 4874は超巨大な楕円銀河である。1785年にイギリスの天文学者ウィリアム・ハーシェルが発見し、彼は「星雲の特徴を持った明るい斑点」としてカタログに登録した。かみのけ座銀河団で2番目に明るく、地球からは109メガパーセク（3.5億光年）離れている。

## 特徴
この銀河は強い恒星ハローに囲まれており、直径は最大100万光年まで伸びている。また、中央の超巨大ブラックホールに落ち込む物質により加熱されつつある星間物質の巨大な雲に囲まれている。超高エネルギープラズマの宇宙ジェットが中心部から1700光年まで広がっている。この銀河は、18,700 ± 2,260個の球状星団を含む。